# Ключ 64
Ключ 64 (трад. и упр. 手, 扌) — ключ Канси со значением «рука»; один из 34, состоящих из четырёх штрихов.
В словаре Канси есть 1 203 символа (из 49 030), которые можно найти c этим радикалом.

## История
Древняя идеограмма изображала кисть руки с пятью пальцами.
В современном языке иероглиф используется в значениях: «рука, руки, кисть руки, ладонь, рука помощи, подмога», «умение, мастерство, техника, искусство», «мастер, дока, умелец» и др.
Иероглиф является сильным ключевым знаком, входящим в состав многих иероглифов. Часто располагается слева в виде 扌,龵 или 才.

Техника написания
Техника написания
Техника написания
Вид в Цзиньвэнь
Вид в Цзянбо
Вид в большой печати Чжуаньшу
Вид в малой печати Чжуаньшу

В словарях находится под номером 64.

## Значение
1. Пять пальцев и ладонь человеческого тела.
2. Общее название руки.
3. Лично.
4. Деятельность руками.
5. Люди, которые хороши в определённых навыках.
6. Упорство.
7. Использование.
8. Талант.

## Варианты прочтения
- кит. 手, пиньинь shǒu, шоу.
- яп. しゅ, shi~yu, сиё.
- кор. 손 son, сонь?, 수 su, су?.

## Примеры иероглифов
| Доп. штрихи | Иероглифы |
| ----------- | --- |
| 0           | 手扌龵才 |
| 1           | 𢩦𢩧扎 |
| 2           | 𢩪㧃㧄㧅扐扑扒打扔払扖 |
| 3           | 扝𢩭𢩮𢩽𢩾𢩿𢪀㧆㧇㧈扏扚扛扜扝扞扗托扙扠扡扢扣扤扥扦执扨扩 |
| 4           | 𢪗𢪥𢪭𢪮𢪯𢪰𢪱𢪲𢪳㧉㧊㧋㧌㧍㧎㧐抣护报扟扭扮扯扺扻扼扽找承把抋抌抍抎抏抚抛抜抝択扰扱扲扳扴扵扶扷批技抁抂抃抄抅抆抇抈抉抐抑抒抓抔投抖抗折抙 |
| 5           | 抱拔𢪷𢪸𢫃𢫄𢫅𢫆𢫈𢫌𢫏𢫑𢫕𢫖𢫗𢫘𢫙𢫚𢫛𢫜𢫝𢫞𢫟𢫠𢫣㧒㧓㧔㧕㧖㧗㧙㧚㧜㧝㧞㧠抦抧抨抪披抬抭抮抯抰抱抲抳抴抵抶抷抸抹抺抻押抽拥抩抾抿拀拁拂拃拄担拆拇拈拉拊拋拌拍拎㧘拏拐拑拒拓拔拕拖拗拘拙拚招拜拝拞拟拠拡拤拧扸拉拓                                                                                 |
| 6           | 拼𢫦𢫨𢫫𢫱𢬎𢬭𢬮𢬄𢬅𢬇𢬐𢬗𢬢𢬣𢬤𢬥𢬦𢬧𢬨𢬩㧡㧢㧣㧤㧥㧦㧧㧨㧩㧪㧫㧬㧭㧮㧯㧱拪拫括拭拮拯拰拱挙拲拳拴拵拶拷拸拹拺拻拼拽拾拿挊挋挌挍挎挏挚挀持挂挃挄挅挆指挈挛按挐挑挒挓挔挕挖挗挘挦挧拾 |
| 7           | 捐挽𢬿𢭜𢭝𢭪𢭫𢭬𢭭𢭮𢭯𢭺𢭻𢭼𢭽𢭾𢭿𢬱𢬹𢭃𢭆𢭑𢭗𢭰𢭱𢭲𢭳𢭴𢭵𢭶𢭷𢭸𢭹𢮀㧲㧳㧴㧵㧶㧷㧸挪挫挬挭挮振挺挻挼挽挾挿捊捋捌捍捎捏捚捛捜捝挩挨挰挱挲挳挴挵挶挷挸挹捀捁捂捃捄捅捆捇捈捉捐捑捒捓捔捕捖捗捘捙捠捤                                                                                               |
| 8           | 捨掃掩㨀㨁㨂㨃㨄㨅㨆㨇㨈𢮎𢮑𢮓𢮩𢮪𢮫𢮬𢮭𢮿𢯊𢯎𢯏𢯐𢯑𢯒𢯓𢯔𢯕𢯖𢯗𢯘𢯙𢯚𢯛𢯜𢯝𢯞𢯟𢯠𢯡𢯢𢯤𢯥𢯦𢯧𢯨㧹㧺㧻㧼㧽㧾㧿掠採探掣掤接掦控推掩措掫掬掭掮掯掰掱掳掴掵掶掷掸掹掺掻掽捪捫捬捭据捯捺捻捼捽捾捿掊掋掌掍掎掏掚掛掜掝掞掟捥捦捧捨捩捰捱捲捳捴捵捶捷捸捹掀掁掂掃掄掅掆掇授掉掐掑排掓掔掕掖掗掘掙捻掠 |
| 9           | 揤㨊㨋㨌㨍㨎㨏㨉㨐㨑㨒㨓㨔㨕㨗㨘𢯮𢯷𢰝𢰺𢰽𢱌𢱎𢱏𢱚𢱛𢱜𢱝𢱞𢰤𢰥𢰦𢰧𢰳𢰸𢱐𢱑𢱒𢱓𢱔𢱕𢱖𢱗𢱘𢱙掲掾掿揀揁揂揃揄揆揇揈揉揊揋揌揍揎描提揑插揓揔揕揖揗揘揙揚換揜揝揞揟揠握揢揣揤揥揦揧揨揩揪揫揬揭揮揯揰揱揲揳援揵揶揷揸揹揻揼揾捶搃搄摒揄                                                               |
| 10          | 搢㨚㨛㨜㨝㨞㨟㨪㨬㨖㨙㨠㨡㨢㨣㨤㨥㨦㨧㨨㨩𢲛𢲝𢲟𢱢𢱨𢲈𢲔𢲠𢲡𢲢𢲣𢲤𢲥𢲦𢲧𢲨𢲩𢲪𢲫𢲬𢲭𢲮𢲯𢲱𢲲搊搋搌損搎搏搚搛搜搝搞搟搪搫搬搭搮搯携搻搼搽搾搿摊搆搇搈搉搐搑搒搓搔搕搖搗搘搙搠搡搢搣搤搥搦搧搨搩搰搲搳搴搵搶搷搸搹摀摁摂摃摇摉搜                                                                   |
| 11          | 揅㨮摩摾摷㨭㨮㨯㨺㨻撃㨼㨽㨾㨿㨰㨱㨲㨳㨴㨵㨶㨷㨸㨹㩀㩁㩂𢲵𢲷𢲸𢳁𢳂𢳆𢳉𢳜𢳞𢳠𢳥𢳳𢴊𢴋𢴌𢴍𢴎𢴏𢴚摳𢴛𢴜𢴝𢴞𢴇𢴈𢴉𢴐𢴑𢴒𢴓𢴔𢴕𢴖𢴗𢴘𢴙揅摋摌摍摎摏摚摛摜摝摞摟摪摫摬摭摮摯摺摻摼摽摾摿摐摑摓摔摕摗摘摙摠摡摢摣摤摥摦摧摨摩摰摱摲摴摵摶摷摸摹撀撁撂撇                                                 |
| 12          | 撝㩊㩋㩌㩍㩎㩏㩃㩄㩅㩆㩇㩈㩉㩐㩑𢵋𢵌𢵪𢵫𢵬𢵭𢵮𢵯𢵺𢵻𢵼𢵽𢵄𢵉𢵓𢵔𢵧𢵨𢵩𢵰𢵱𢵲𢵳𢵴𢵵𢵶𢵷𢵸𢵹𢷅撠撡撢撣撤撥撦撧撨撩撪撫撬播撮撯撰撱撲撳撴撶撹撺擆撊撋撌撍撎撏撚撛撜撝撞撟搱摖撅撆撈撉撐撑撒撓撔撕撖撗撘撙撚                                                                                         |
| 13          | 㩒㩓㩔㩕㩖㩗㩘㩙𢶍𢶜𢶟𢶂𢶐𢶑𢶒𢶕𢶠𢶢𢶣𢶤𢶥𢶯𢶶𢶷𢶸𢶹𢶺𢶻𢶼𢶽𢶾𢶿𢷀𢷁𢷂𢷃𢷄𢷆撻撼撽撾撿擀擁擂擃擄擅擇擈擉擊擋擌操擎擏擐擑擒擓擔擕擖擗擘擙據擛擜擝擞擄 |
| 14          | 㩚㩛㩜㩝㩞㩟𢷡𢷣𢷮𢷯𢷰𢷱𢷲𢷳𢷴𢷵擟擠擡擢擣擤擦擧擨擩擪擫擬擭擮擯擰擱 |
| 15          | 㩪㩫㩠㩡㩢㩣㩤㩥㩦㩧㩨㩩𢷹𢸍𢸚𢸛𢸜𢸝𢸞𢸟𢸠𢸡𢸢擥擲擳擴擵擶擷擸擹擺擻擼擽擾擿攀攁攂攃攄攅攆 |
| 16          | 㩬㩭𢹊𢹌𢸵𢸶𢹂𢹅𢹆𢹇𢹈𢹉攊攋攌攍攎攏攇攈攉攐 |
| 17          | 㩮㩯㩰𢹪𢹫𢹑𢹣𢹤𢹥𢹦𢹧𢹨𢹩攚攑攓攔攕攖攗攘攙 |
| 18          | 㩱㩲㩳㩴𢹽𢹾𢹿𢹲𢹸𢺀𢺁攛攜攝 |
| 19          | 𢺋𢺍𢺎𢺒𢺓𢺔攞攟攠攡攢攣攤攦攧 |
| 20          | 㩵㩶㩷𢺛𢺜𢺝攪攫攥攨攩 |
| 21          | 𢺤攬攭 |
| 22          | 㩸㩹攮 |
| 25          | 𢺳 |

- Примечание: Ваш браузер может отображать иероглифы неправильно.